# Apeadeiro de Rebordãos
O Apeadeiro de Rebordãos foi uma gare da Linha do Tua, que servia a aldeia de Rebordãos, no Município de Bragança, em Portugal.

## História

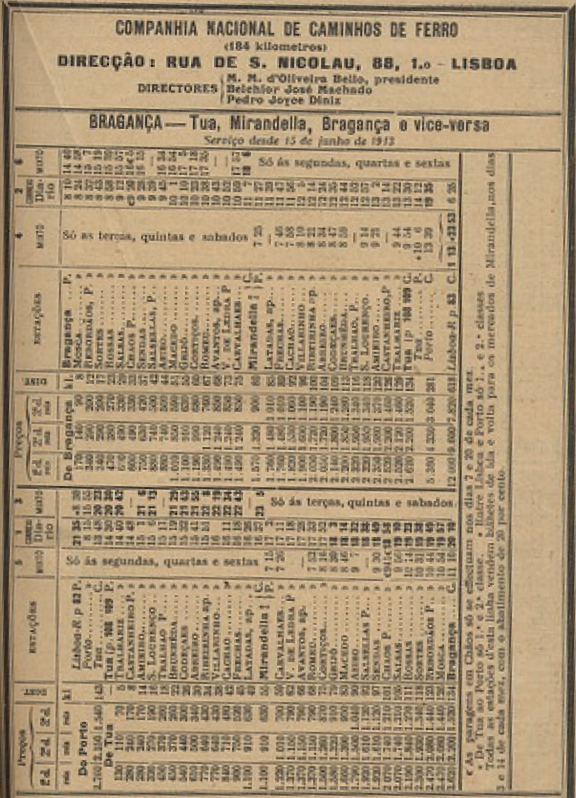
Horário da Linha do Tua em 1913, onde Rebordãos apaece com a categoria de paragem.

Situava-se no troço entre as Estações de Rossas e Bragança, que foi inaugurado em 1 de Dezembro de 1906.
Fazia parte do grupo de apeadeiros em passagens de nível da Linha do Tua, onde a habitação do guarda da passagem de nível servia como abrigo para os passageiros. No caso de Rebordãos, a linha cruzava a Estrada Nacional 15. Esta série incluía igualmente os apeadeiros de Remisquedo, Salselas e Castelãos, todos no troço entre Mirandela e Bragança.[carece de fontes?]
O lanço da Linha do Tua entre Mirandela e Bragança foi encerrado em 15 de Dezembro de 1991,